# A. Grafe Nachfolger

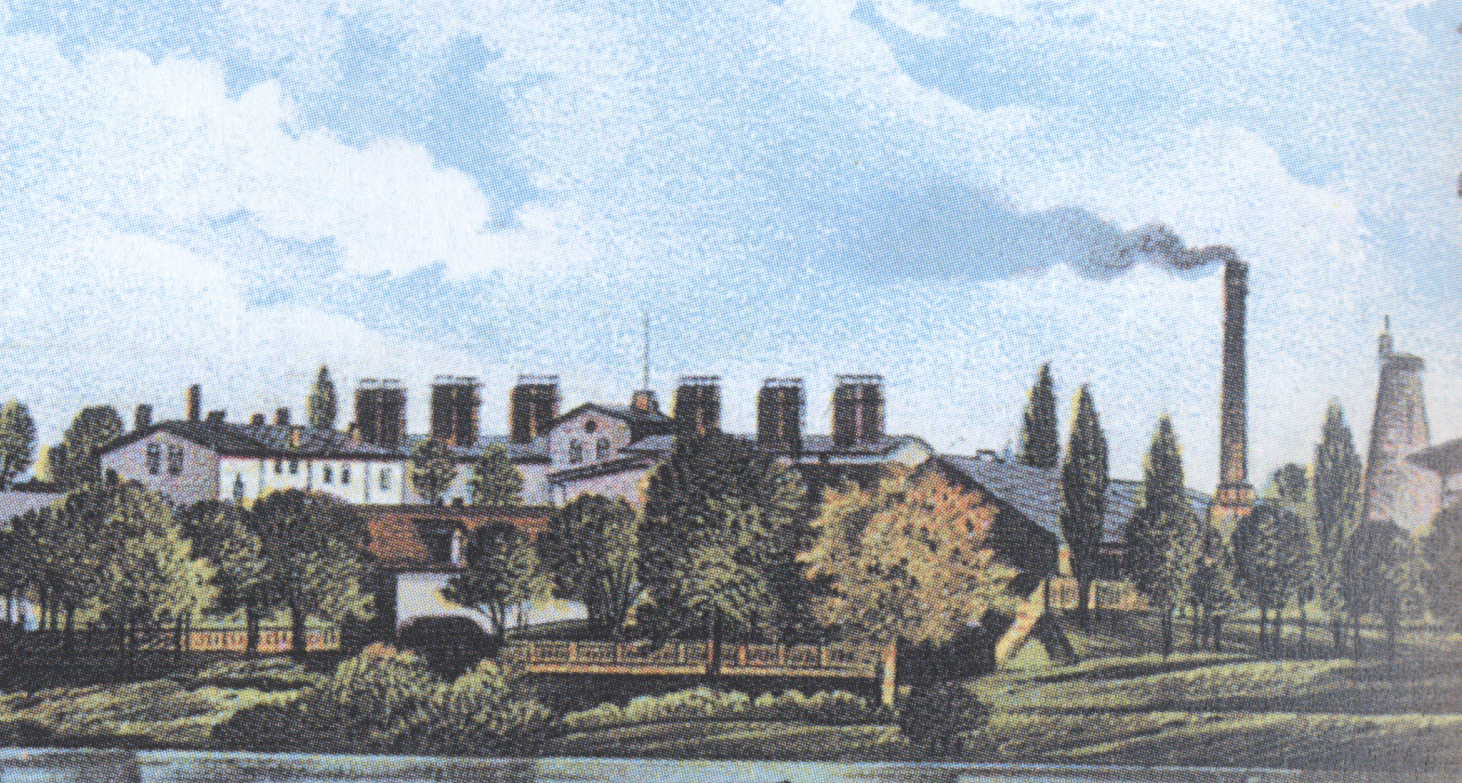
Blick von der Elbe auf die Glashütte A. Grafe Nachfolger, um 1900

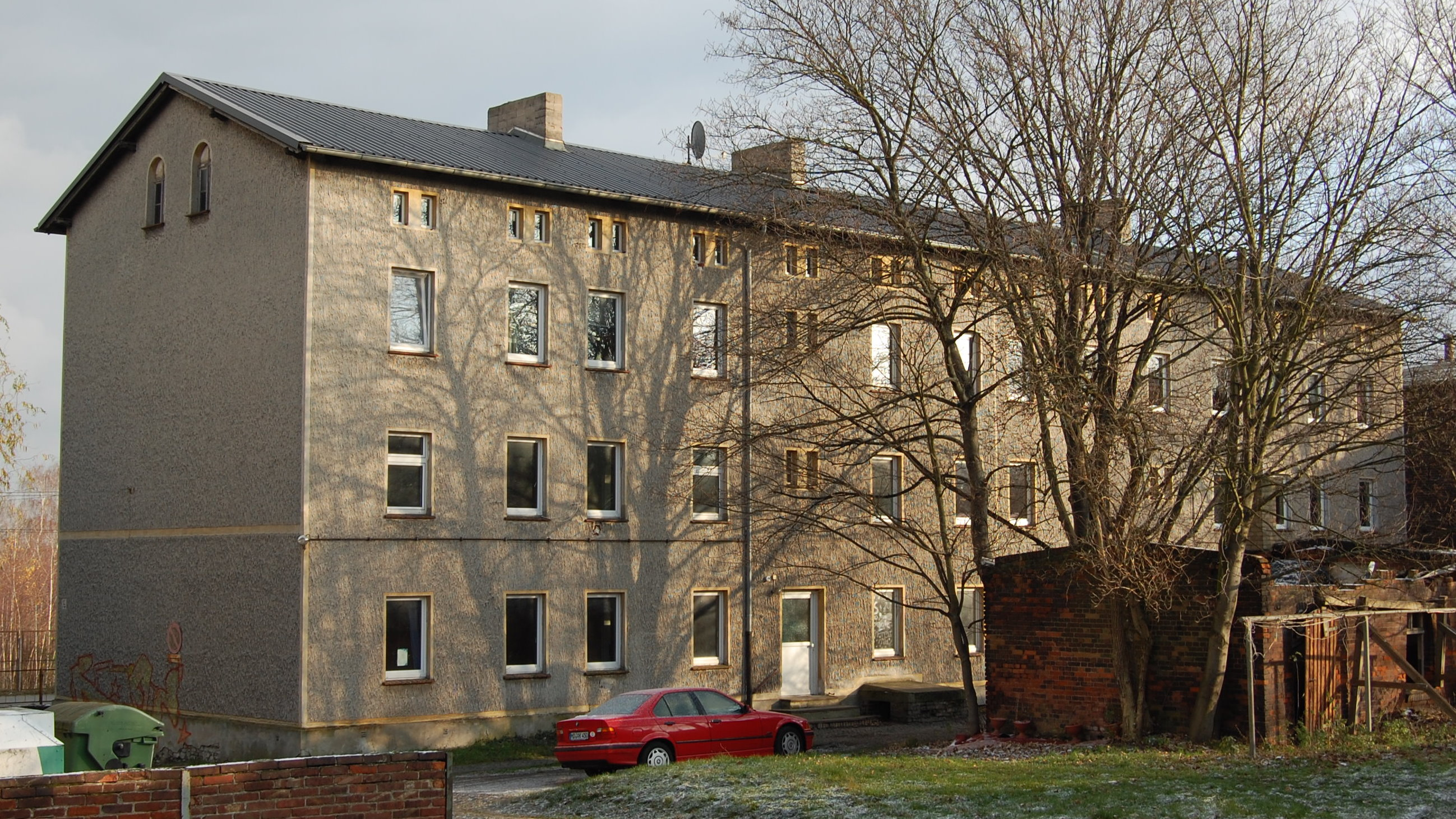
Südliches Wohngebäude des Glasmacherhofes – Alt Westerhüsen 11

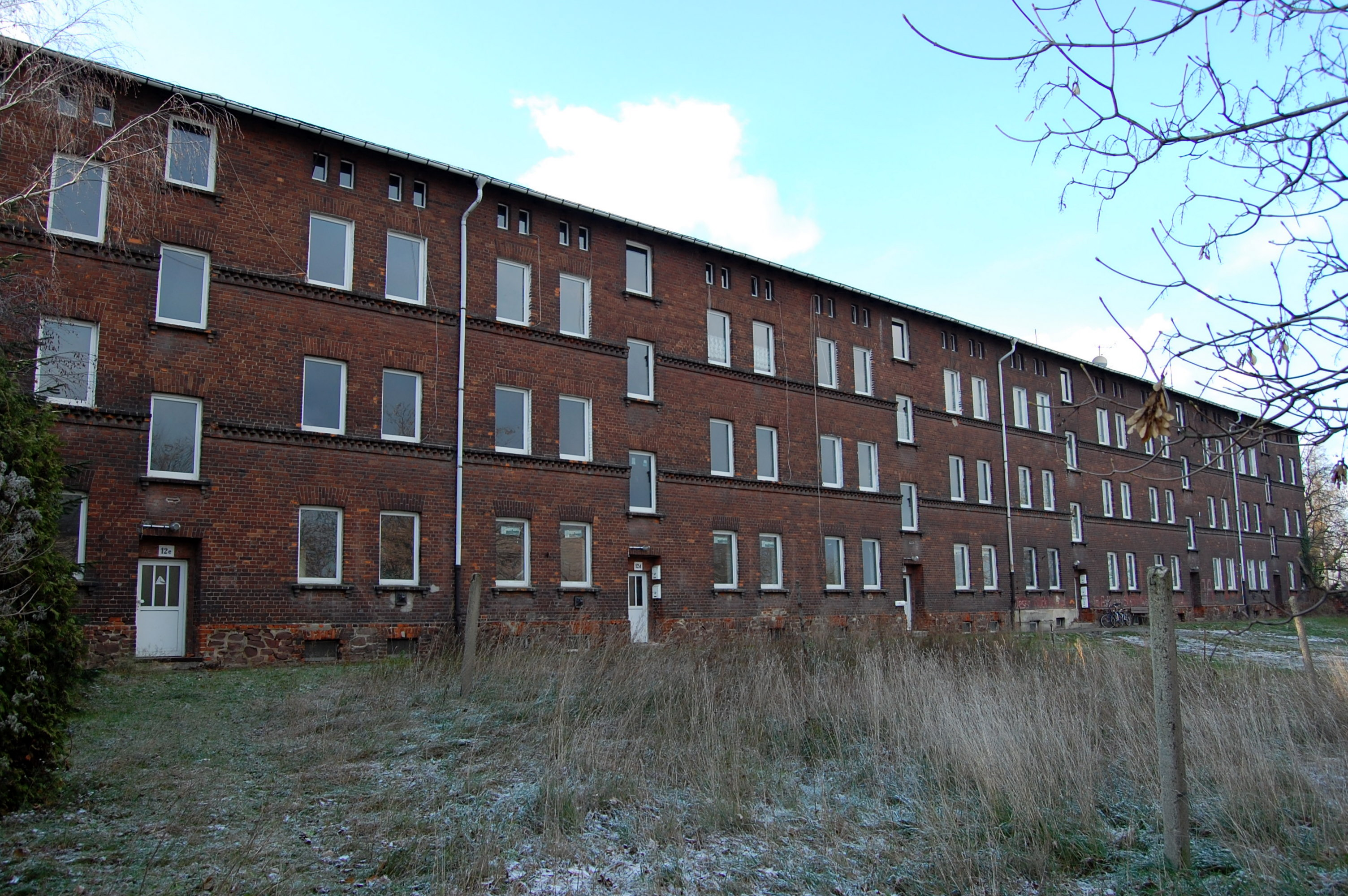
Glasmacherhof – Alt Westerhüsen 12

A. Grafe Nachfolger war eine Glashütte im heute zu Magdeburg gehörenden Ort Westerhüsen.

## Geschichte

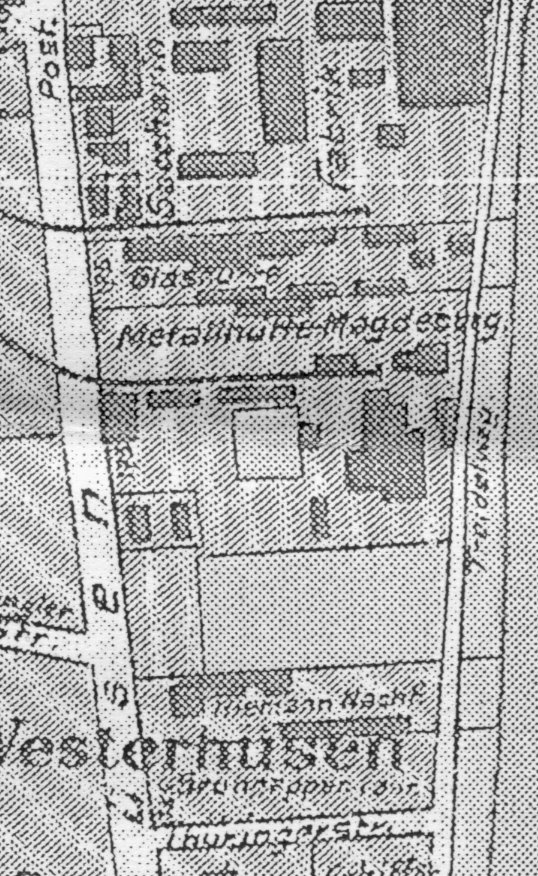
Stadtplan aus der Zeit nach Ende des Ersten Weltkrieges mit der eingezeichneten Glashütte. Südlich grenzt die Metallhütte, vormals Gebrüder Schmidt und Coqui und nördlich die Saccharin-Fabrik Fahlberg-List an.

1864 gründete der Salbker Maurer- und Zimmermeister Sigismund Schrader nördlich der Zuckerfabrik Gebrüder Schmidt und Coqui eine Glashütte. Zunächst wurde Tafelglas später Weißhohlglas, vor allem Fischgläser, Biergläser und Karaffen hergestellt. Im Jahr 1872 übernahmen Karl Höfer, Adolph Kramer und Conrad Voges den Betrieb. 1873 wurde das Unternehmen Glasfabrik Westerhüsen AG in das Grundbuch eingetragen. Als Glasmacher waren zunächst Belgier beschäftigt.
Für sie wurde auch an der Adresse Alt Westerhüsen 11 eine Mietskaserne errichtet. 1902 kam für die Arbeiter noch das dahinter liegende, über sechs Eingänge langgestreckte Gebäude Alt Westerhüsen 12 hinzu. Noch heute wird diese Anlage als Glasmacherhof bezeichnet. Entgegen einem Bauplan vom 25. August 1873 wurde jedoch nur der südliche Teil des Glasmacherhofes bebaut. Das nördliche Gebäude entstand erst 1949/50 durch das Chemiewerk Fahlberg-List. Die eigentliche Glashütte befand sich nordöstlich des Glasmacherhofes, östlich der heutigen Straße Alt Westerhüsen und zog sich als schmales Grundstück bis zur Elbe hin. Nördlich entstand ab 1886 das Chemiewerk Fahlberg-List.
Die häufig aus anderen Regionen stammenden Glasmacher hatten nur verhältnismäßig wenig Kontakt zur alteingesessenen Westerhüser Bevölkerung und besuchten beispielsweise auch nur selten die Kirche. Die Belegschaft des Werks umfasste 210 Personen. An Wohngebäuden hatte die Glashütte darüber hinaus die als Schiffbauerhäuser bezeichneten Gebäude in der Holsteiner Straße 40 und 41 vom Kaufmann Wilhelm Gerloff erworben.
1878 erwarb der aus Magdeburg-Neustadt stammende Kaufmann Adolf Grafe junior das Werk. Er stellte die Produktion auf grünes und halbweißes Glas um. Die Zuschlagstoffe kamen aus der Region Magdeburg aber auch aus dem Harz und Helmstedt. Produziert wurden einheitliche Flaschen und Säureballons. Prokurist war Wilhelm Laue, Werkleiter August Dörries, der später die weiter nördlich gelegene Salbker Glashütte übernahm.
Anfangs wurde mit einem mit Steinkohle befeuerten Hafenofen produziert. Der Ofen hatte zehn als Häfen bezeichnete große dickwandige Tongefäße. Ab 14.00 Uhr eines Tages waren die Zuschlagsstoffe Sand, Mergel, Soda und, soweit für Färbungen erforderlich, schwefelsaures Natron bzw. Braunstein bereitgestellt. Bei einer Hitze von 1300 bis 1600 Grad Celsius wurde die Masse geschmolzen. In die Masse wurde eine an einer Stange befestigte Rübe gehalten, um die Masse zum Mischen in stärkere Wallung zu bringen. Von 6.00 Uhr morgens bis 14.00 Uhr erfolgte dann die Verarbeitung des Glases. Die Glasmacher entnahmen dann mittels eines langen als Pfeife bezeichneten Eisenrohrs Glasportionen und bliesen sie auf. Die so entstandenen Glaswaren kühlten in einem Abkühlofen drei (Ballons) bis fünf Tage (Flaschen) ab.
1886 wurde ein Siemens-Gasofen eingesetzt, der kostengünstiger mit Braunkohle lief. Der tägliche Kohlebedarf beider Öfen betrug 350 Zentner Braunkohle und 20 Zentner Steinkohle. Nach dem Tode des unverheirateten und erkrankten Grafs am 5. Mai 1890 in Sanremo betrieben seine Schwester Olga Krümmel und ihr Mann Otto Krümmel das Unternehmen als A. Grafe Nachfolger weiter.

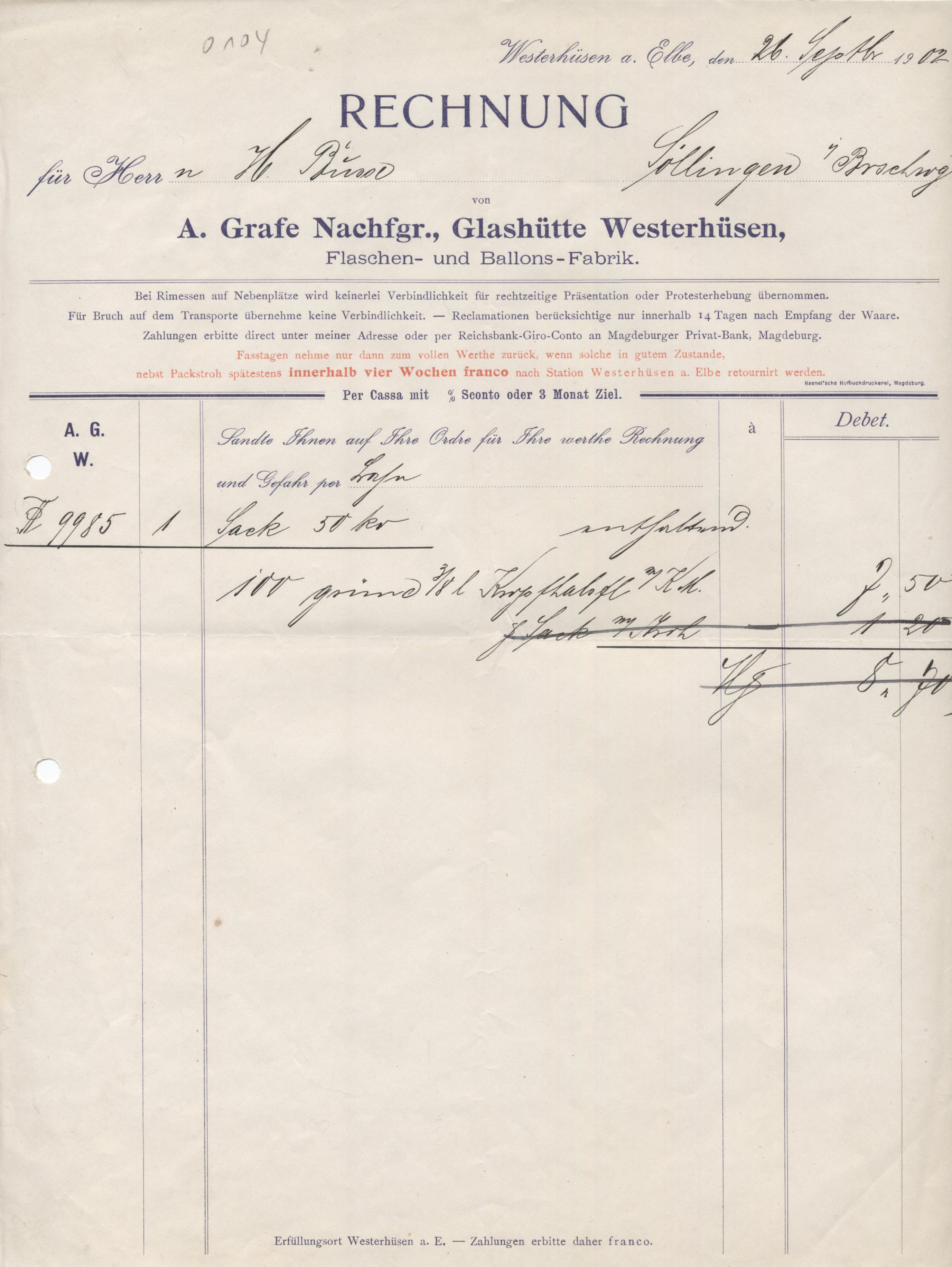
Rechnung aus dem Jahr 1902

Ab 1901 führte deren Sohn Willi Krümmel den Betrieb. Durch Einrichtung einer großen Wanne, aus der laufend flüssiges Material zur Herstellung floss, konnte 1902 die Produktion erheblich gesteigert werden. In Tag- und Nachtschichten konnten nun täglich 20.000 Flaschen, 10.000 Schraubgläser und 300 Säureballons hergestellt werden. Das Unternehmen beschäftigte 210 Menschen. Nach 1901 setzte ein starker Preisverfall bei Flaschen ein. Durch einen 1904 gegründeten Verband der Flaschenfabriken wurden die Produktionsmengen stark reguliert, so dass die Preise wieder deutlich anzogen. Um die Produktionskontingente zu erlangen, erwarb die Glashütte 1909 die Flaschenhütte Oranienbaum, die allerdings noch bis 1923 zur Herstellung von Tafelglas weiter betrieben wurde.
Zu Beginn des Ersten Weltkrieges wurde die Produktion mangels Nachfrage deutlich gedrosselt. Insbesondere wurde die Wanne stillgelegt und später nicht wieder in Betrieb genommen. Die Anschaffung moderner Maschinen zur Flaschenproduktion unterblieb auch nach dem Krieg. 1926 erwarb schließlich die Aktiengesellschaft für Glasindustrie vorm. Fr. Siemens Dresden das Flaschenkontingent von sieben Millionen Flaschen. Das benachbarte Chemiewerk Fahlberg-List erwarb das Grundstück. Der Betrieb wurde am 1. August 1926 stillgelegt, die Mitarbeiter zum 11. August 1926 entlassen. Viele wurden dann bei Fahlberg-List beschäftigt, darunter auch der Hafenmeister Karl Zeitz. Willi Krümmel verzog nach Magdeburg. Vom ehemaligen Disponenten der Glashütte, Karl Heine, wurden Aufzeichnungen über die Arbeit des Unternehmens überliefert.